# 山村道雄
山村 道雄（やまむら みちお、1906年（明治39年）3月1日 - 1985年（昭和60年）1月16日）は、日本の医学者・精神科医。専門は精神分析学。元弘前大学医学部精神科教授。医学博士。
日本における精神分析学黎明期に活躍した人物である。東北帝国大学医学部では丸井清泰教授から精神分析学を学んだ。大学の5年先輩には古沢平作がいる。1969年から1985年まで16年に渡り日本精神分析学会会長を務めた。

## 来歴
- 1906年 - 東京に生まれる
- 1931年 - 東北帝国大学医学部卒業
- 1935年 - 東北帝国大学医学部助手
- 1936年 - 東北帝国大学医学部講師
- 1937年 - 東北帝国大学医学部助教授。医学博士（東北帝国大学）[4]
- 1950年 - 弘前大学医学部精神科教授
- 1954年 - 岐阜精神病院院長
- 1985年 - 死去（満78歳没）[3]

## 学会
- 元日本精神分析学会会長
- 元国際精神分析協会日本支部長

## 関連人物
- 丸井清泰
- 古沢平作